# Championnats d'Europe d'escalade 2017
Navigation
Édition précédente Édition suivante
Les Championnats d'Europe d'escalade 2017 se sont déroulés en deux temps :
- à Campitello di Fassa, en Italie, du 30 juin au 1er juillet 2017, pour les épreuves de difficulté et de vitesse,
- à Munich, en Allemagne, du 18 au 19 août 2017 pour les épreuves de bloc et de combiné.

## Podiums

### Hommes
| Épreuves   | Or                       | Argent                    | Bronze                    |
| ---------- | ------------------------ | ------------------------- | ------------------------- |
| Difficulté | France Romain Desgranges | Tchéquie Adam Ondra       | Autriche Jakob Schubert   |
| Vitesse    | Pologne Marcin Dzieński  | Ukraine Danyil Boldyrev   | Russie Stanislav Kokorine |
| Bloc       | Allemagne Jan Hojer      | Allemagne Alexander Megos | Slovénie Anže Peharc      |
| Combiné    | Allemagne Jan Hojer      | Autriche Jakob Schubert   | Italie Michael Piccolruaz |

### Femmes
| Épreuves   | Or                      | Argent                  | Bronze                 |
| ---------- | ----------------------- | ----------------------- | ---------------------- |
| Difficulté | Belgique Anak Verhoeven | Slovénie Mina Markovič  | Autriche Jessica Pilz  |
| Vitesse    | Russie Iuliia Kaplina   | Russie Anna Tsyganova   | Russie Yelena Remizova |
| Bloc       | Serbie Staša Gejo       | Slovénie Janja Garnbret | Suisse Petra Klingler  |
| Combiné    | Slovénie Janja Garnbret | Suisse Petra Klingler   | Serbie Staša Gejo      |